# Wapen van Batavia

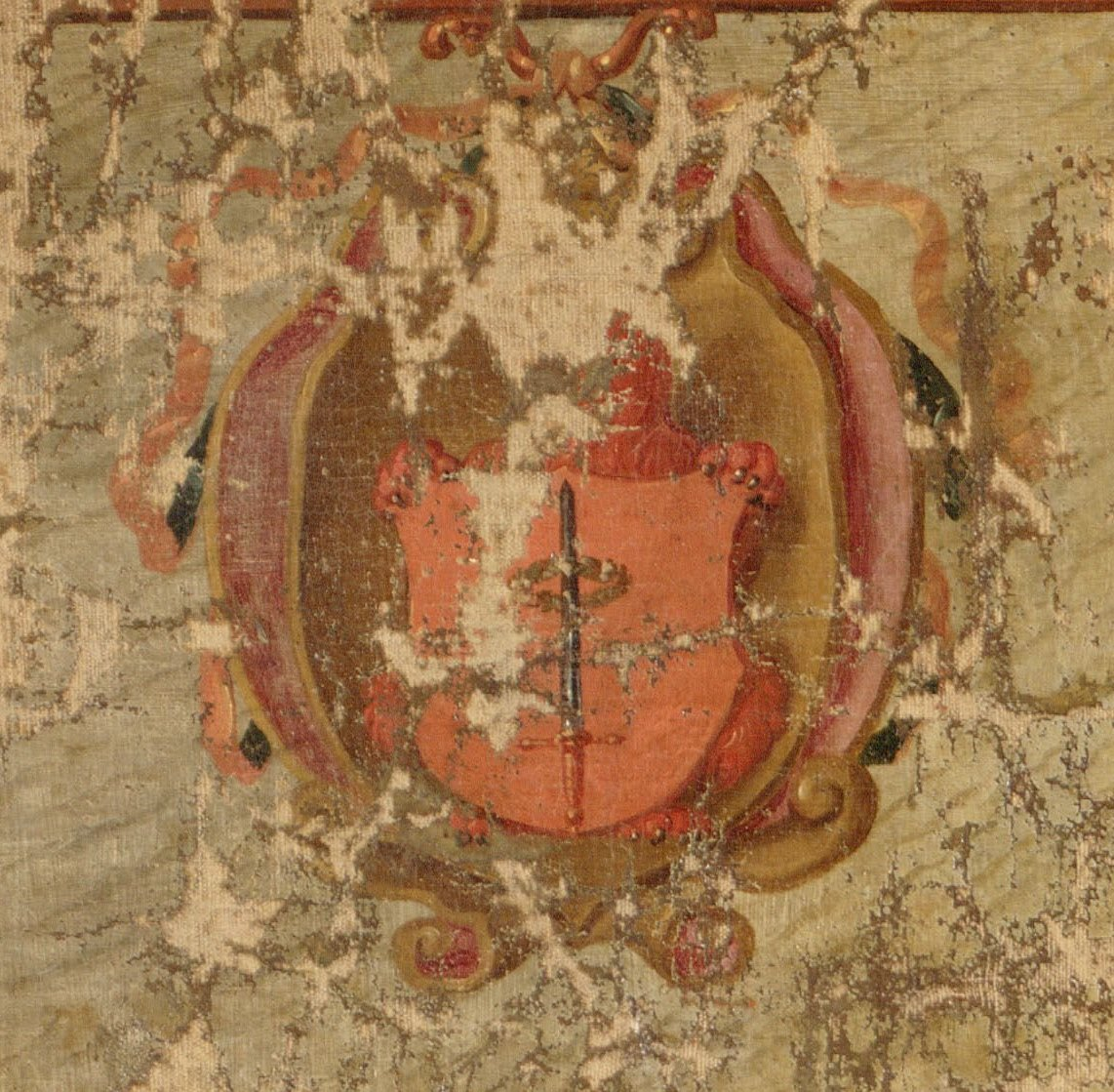
Wapen van Batavia op een geschilderde kaart uit 1627 in het Westfries Museum

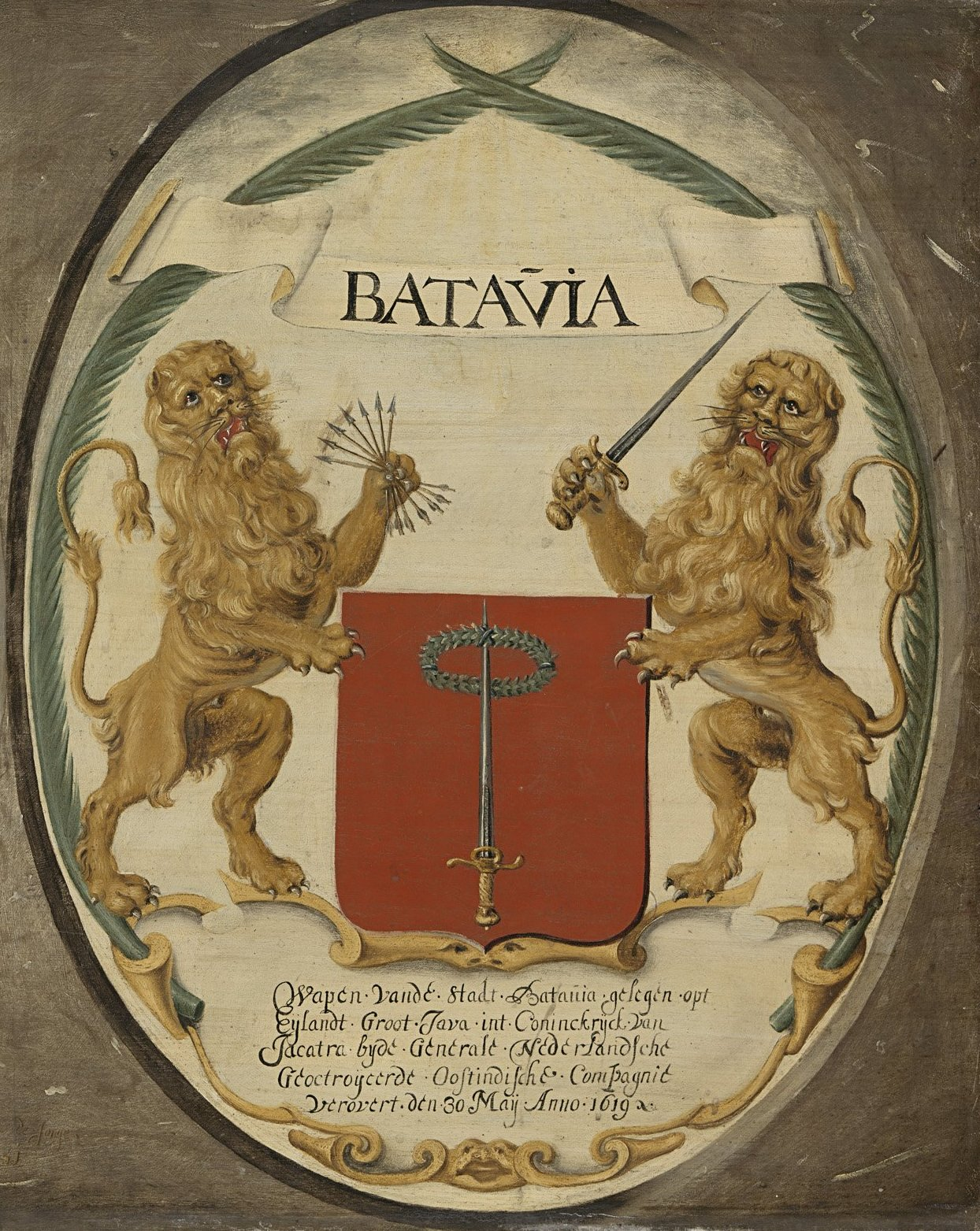
Wapens van Batavia in 1651

Het wapen van Batavia was het officiële wapen van Batavia, de hoofdstad van voormalig Nederlands-Indië, het huidige Jakarta en hoofdstad van Indonesië. Het functioneerde informeel als het wapen van geheel Nederlands-Indië.

## Beschrijving
Het wapen bestaat uit een oranje schild met een zwaard van staal, omkranst door twee lauwertakken van natuurlijke kleur, boven het gevest gekruist en tezamen gebonden met aan weerszijden wapperende linten van zilver. Als schildhouders heeft het wapen twee leeuwen van goud, getongd en genageld van keel. Het schild is gedekt met een muurkroon van goud. Het wapen toont als wapenspreuk Dispereert Niet in gouden letters op een lint van azuur. De wapenspreuk is de lijfspreuk van Jan Pieterszoon Coen, de stichter van Batavia.

## Geschiedenis

Huidige wapen van Jakarta waarbij vroegere elementen vervangen zijn voor onafhankelijkheidssymbolen.

Het wapen werd onder het bestuur van Jan Pieterszoon Coen toegekend op 15 augustus 1620. De beschrijving luidde:
Nopende 't geproponeerde van de staat Jacatra met een wapen te voorsien om 't segel ten saaken dienvolgende te formeeren, is verstaan sulks nodig te wesen ende dat men de staat voor haar wapen een segel geven sal een swaert van asur in een orangien schilt steeckende met de punt door een lauwrieren krans van couleur bruyn, als hier ter sijden.
Het werd hiermee het eerste heraldische wapen van Azië. De linten werden toegevoegd op een munt in 1643.
Op 1 april 1905 werd de gemeente Batavia opgericht en was er behoefte aan een officieel gemeentewapen. Door de gemeenteraad werd het wapen op basis van het bestaande stadswapen op 8 februari 1911 met een gemeentelijke verordening vastgesteld. Het wapen werd officieel voorzien van het motto en er werd gekozen voor rood als schildkleur.
Het wapen onderging nogmaals een verandering in 1930. Het wapenschild bleef in gebruik tot de Japanse bezetting in 1942 en van 1947 tot 1949. Het wapen werd vanaf 1942 tevens als embleem gebruikt door de Eerste Divisie 7 December.
Na de onafhankelijkheid van Indonesië en de wijziging naar Jakarta werd het wapen aangepast. Het zwaard van het wapen van Batavia werd vervangen door het Monumen Nasional, de lauwerkrans werd vervangen door een rijstaren aan de linkerkant en een katoentak aan de rechterkant, wat symbool staat voor de basisbehoeften van voedsel en kleding.